# Dionisie Areopagitul
Dionisie Areopagitul a fost un bărbat atenian convertit de Apostolul Pavel în Areopagul Atenei (Cf. Faptele Apostolilor, 17: 34).
Sfântul Dionisie Areopagitul este un Părinte Apostolic, trăitor în secolele I-II, fiind convertit la credință de Marele Apostol Pavel și cel care a lăsat primele ierminii extinse ale Liturghiei Apostolilor și mărturii despre cele nouă ierarhii cerești.
Sfântul Dionisie Areopagitul este unul dintre bărbații atenieni care l-au crezut și urmat pe Apostolul Pavel atunci când acesta a predicat în Areopagul Atenei (Faptele apostolilor, 17: 34).
Acestui personaj i-au fost ulterior atribuite și așa-numitele texte areopagitice, a căror paternitate, însă, începând cu perioada Renașterii, a fost contestată (vezi Pseudo-Dionisie Areopagitul).

## Textele areopagitice

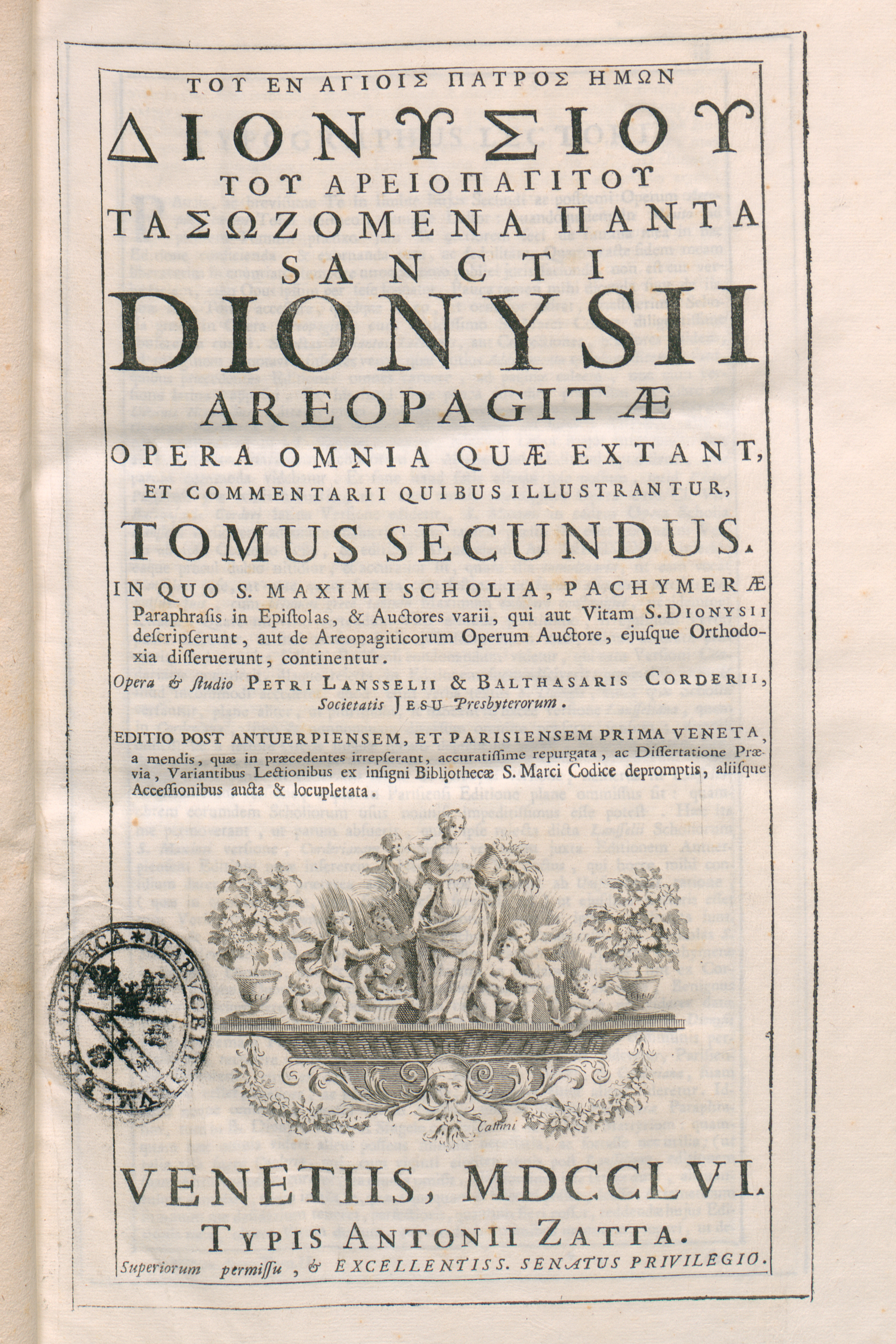
Opera omnia quæ extant, 1756

Textele traduse de către Eriugena constau în zece scrisori și patru tratate: 
- Despre numirile dumnezeiești;
- Despre teologia mistică;
- Despre ierarhia cerească;
- Despre ierarhia bisericească.

Ediții în limba română: 
- Sfântul Dionisie Areopagitul, Opere complete și Școliile Sfântului Maxim Mărturisitorul, traducere, introducere și note de Pr. Dumitru Stăniloaie, ediție îngrijită de Constanța Costea, Editura Paideia, București, 1996.
- Dionisie Areopagitul, Despre numele divine. Teologia mistică Arhivat în 26 februarie 2021, la Wayback Machine. (ediție bilingvă), traducere din limba greacă, introducere, note, glosar de termeni și bibliografie de Marilena Vlad, Polirom, 2018.